# Oscar Apfel
Oscar Apfel (Cleveland, 17 gennaio 1878 – Hollywood, 21 marzo 1938) è stato un attore, regista, sceneggiatore, produttore e aiuto regista statunitense del cinema muto che, a metà degli anni dieci, diresse diversi film in collaborazione con Cecil B. DeMille.

## Biografia
Nato a Cleveland, Oscar Apfel iniziò a lavorare nel 1900. Si trasferì a New York, dove recitò a Broadway per undici anni prima di entrare a far parte della Edison Company dove restò per due anni, dal 1911 al 1912. Passò poi alla Jesse L. Lasky Feature Play Company, dove diventò uno dei due registi di punta della compagnia insieme a Cecil B. DeMille.
La sua collaborazione con DeMille viene considerata uno degli elementi cruciali nello sviluppo della tecnica cinematografica del regista. Apfel e DeMille sono stati tra i primi a spostare la lavorazione dei film a Hollywood. I due erano capitati quasi per caso in questa zona nei pressi di Los Angeles provenienti dall'Arizona, dopo che i luoghi scelti per girare The Squaw Man si erano rivelati poco adatti a causa di una nevicata. Il clima soleggiato e poco piovoso della California si dimostrò perfetto per la lavorazione dei film.
Apfel, nella sua carriera, interpretò - dal 1913 al 1939 - ben 174 film e ne diresse 110 dal 1911 al 1927. Firmò 12 sceneggiature, producendo anche 7 pellicole.
Nel 1914, lasciò Lasky e continuò a fare il regista fino al 1927 per varie compagnie, ritornando gradualmente a privilegiare la recitazione.
Apfel morì a Hollywood il 21 marzo 1938 per un attacco cardiaco.

## Filmografia
Di seguito sono elencati i film di Oscar Apfel che compaiono nella sua filmografia IMDb. La filmografia è completa. Quando manca il nome del regista (nelle sezioni Attore e Sceneggiatore), questo non viene riportato nei titoli

### Regista

#### 1911
- The Wedding Bell (con il nome Oscar C. Apfel) – cortometraggio (1911)
- Aida, co-regia di James Searle Dawley – cortometraggio (1911)
- The Minute Man (come Oscar C. Apfel) – cortometraggio (1911)
- The Capture of Fort Ticonderoga (come Oscar C. Apfel), co-regia di James Searle Dawley – cortometraggio (1911)
- The Battle of Bunker Hill (con il nome Oscar C. Apfel), co-regia di James Searle Dawley – cortometraggio (1911)
- Then You'll Remember Me (come Oscar C. Apfel) – cortometraggio (1911)
- Foul Play (come Oscar C. Apfel) – cortometraggio (1911)
- The Black Arrow (come Oscar C. Apfel) – cortometraggio (1911)
- Home (come Oscar C. Apfel) – cortometraggio (1911)
- A Man for All That – cortometraggio (1911)
- The Awakening of John Bond (come Oscar C. Apfel), co-regia di Charles Brabin – cortometraggio (1911)
- Uncle Hiram's List (come Oscar C. Apfel) – cortometraggio (1911)

#### 1912
- Thirty Days at Hard Labor – cortometraggio (1912)
- The Corsican Brothers, co-regia di James Searle Dawley – cortometraggio (1912)
- Tony's Oath of Vengeance – cortometraggio (1912)
- The Heir Apparent – cortometraggio (1912)
- How Washington Crossed the Delaware – cortometraggio (1912)
- The Boss of Lumber Camp Number Four – cortometraggio (1912)
- The Guilty Party – cortometraggio (1912)
- The Bank President's Son – cortometraggio (1912)
- A Romance of the Ice Fields – cortometraggio (1912)
- Martin Chuzzlewit, co-regia James Searle Dawley – cortometraggio (1912)
- The Passer-By – cortometraggio (1912)
- Thelma – cortometraggio (1912)
- Caleb West – cortometraggio (1912)
- The Winner and the Spoils – cortometraggio (1912)
- Hazel Kirke – cortometraggio (1912)
- The Fires of Conscience – cortometraggio (1912)

#### 1913
- Duty and the Man – cortometraggio (1913)
- The Open Road – cortometraggio (1913)
- The Strike Leader – cortometraggio (1913)
- Bud Tilton, Mail Thief – cortometraggio (1913)
- The Bells – cortometraggio (1913)
- The Lure of the City – cortometraggio (1913)
- The Man from Outside – cortometraggio (1913)
- The Judge's Vindication – cortometraggio (1913)
- For Love of Columbine – cortometraggio (1913)
- Held for Ransom – cortometraggio (1913)
- The Bawlerout – cortometraggio (1913)
- The Master Cracksman – cortometraggio (1913)
- Half a Chance – cortometraggio (1913)
- The Tangled Web – cortometraggio (1913)
- Ashes, co-regia di Edgar Lewis – cortometraggio (1913)
- Her Rosary – cortometraggio (1913)
- The Higher Justice – cortometraggio (1913)
- The Fight for Right – cortometraggio (1913)
- Success – cortometraggio (1913)

#### 1914
- In the Mesh of Her Hair (1914)
- The Squaw Man, co-regia di Cecil B. DeMille (non accreditati) (1914)
- A Leech of Industry (1914)
- Brewster's Millions (1914)
- The Master Mind, co-regia di Cecil B. DeMille (1914)
- The Only Son, co-regia di Cecil B. DeMille, William C. deMille, Thomas N. Heffron (1914)
- The Man on the Box, co-regia di Cecil B. DeMille (1914)
- The Call of the North, co-regia di Cecil B. DeMille (1914)
- The Last Volunteer (1914)
- The Making of Bobby Burnit (1914)
- Martin Chuzzlewit, co-regia di Travers Vale (1914)
- Ready Money  (1914)
- The Circus Man (1914)
- The Ghost Breaker, co-regia di Cecil B. DeMille (1914)
- Cameo Kirby - non accreditato (1914)

#### 1915
- After Five, co-regia di Cecil B. DeMille (1915)
- Snobs (1915)
- The Wild Olive (1915)
- Misteri dell'oriente (The Rug Maker's Daughter) (1915)
- Kilmeny (1915)
- Peer Gynt, co-regia di Raoul Walsh (1915)
- The Little Gypsy (1915)
- The Broken Law (1915)
- A Soldier's Oath (1915)

#### 1916
- Fighting Blood (1916)
- A Man of Sorrow (1916)
- The Battle of Hearts (1916)
- The Man from Bitter Roots (1916)
- The End of the Trail (1916)
- The Fires of Conscience (1916)

#### 1917
- The Hidden Children (1917)
- The Price of Her Soul (1917)

#### 1918
- A Man's Man (1918)
- The Turn of a Card (1918)
- The Interloper (1918)
- Tinsel (1918)
- Merely Players (1918)
- To Him That Hath (1918)
- The Grouch (1918)

#### 1919
- Vergine Armena (Ravished Armenia) (1919)
- The Rough Neck (1919)
- Mandarin's Gold (1919)
- The Crook of Dreams (1919)
- The Little Intruder (1919)
- An Amateur Widow (1919)
- Phil-for-Short (1919)
- Bringing Up Betty (1919)
- The Oakdale Affair (1919)
- La fiaccola sul monte (Me and Captain Kidd) (1919)
- The Steel King (1919)

#### 1921
- Ten Nights in a Bar Room (1921)

#### 1922
- The Man Who Paid (1922)
- The Wolf's Fangs (1922)
- Bulldog Drummond (1922)

#### 1923
- The Lion's Mouse (1923)
- A Man's Man (1923)
- Senza peccato (The Social Code) (1923)
- In Search of a Thrill (1923)

#### 1924
- Dopo la tormenta (The Heart Bandit) (1924)
- The Trail of the Law (1924)

#### 1925
- The Sporting Chance (1925)
- The Thoroughbred (1925)
- Borrowed Finery (1925)

#### 1926
- The Midnight Limited (1926)
- Ufficiale della Guardia costiera (Perils of the Coast Guard) (1926)
- Somebody's Mother (1926)
- The Last Alarm (1926)
- The Call of the Klondike (1926)
- Race Wild (1926)

#### 1927
- Cheaters (1927)
- When Seconds Count (1927)
- Code of the Cow Country (1927)
- In Search of a Thrill (1927)

#### Aiuto regia
- La rosa del Rancho (Rose of the Rancho), regia di Cecil B. DeMille e Wilfred Buckland (1914)

### Attore (parziale)
- The Fight for Right, regia di Oscar Apfel – cortometraggio (1913)
- Seven Days (1914)
- The Man Who Paid, regia di Oscar Apfel (1922)
- The Sporting Chance, regia di Oscar Apfel (1925)
- Perils of the Coast Guard, regia di Oscar Apfel (1926)
- The Last Alarm, regia di Oscar Apfel (1926)
- The Heart of Broadway, regia di Duke Worne (1928)
- The Valley of Hunted Men, regia di Richard Thorpe (1928)
- Romance of the Underworld, regia di Irving Cummings (1928)
- Il bacio di Giuda (True Heaven), regia di James Tinling (1929)
- Not Quite Decent, regia di Irving Cummings (1929)
- Hurdy Gurdy, regia di Hal Roach (1929)
- Waltzing Around, regia di Harry Sweet (1929)
- Smiling Irish Eyes, regia di William A. Seiter (1929)
- La compagnia d'assalto (Marianne), regia di Robert Z. Leonard - versione sonora di Marianne (1929)
- La romanza dell'amore (It's a Great Life), regia di Sam Wood (1929)
- La via del cielo (Halfway to Heaven), regia di George Abbott (1929)
- Marianne, regia di Robert Z. Leonard (1929)
- Street of Chance, regia di John Cromwell (1930)
- Follie di Broadway (Puttin' on the Ritz=, regia di Edward Sloman (1930)
- Un sogno che vive, regia di David Butler (1930)
- The Texan, regia di John Cromwell (1930)
- La seduzione del peccato (Wild Company), regia di Leo McCarey (1930)
- Ragazze che sognano (Our Blushing Brides), regia di Harry Beaumont (non accreditato) (1930)
- Il tormento di un uomo (Man Trouble), regia di Berthold Viertel (1930)
- Il cavaliere della libertà (Abraham Lincoln), regia di D.W. Griffith (1930)
- The Spoilers, regia di Edwin Carewe (1930)
- La leggenda di Liliom (Liliom), regia di Frank Borzage (1930)
- Madame du Barry (Du Barry, Woman of Passion), regia di Sam Taylor (1930)
- Peccato virtuoso (The Virtuous Sin), regia di George Cukor e Louis J. Gasnier (1930)
- The Right to Love, regia di Richard Wallace (1930)
- Helping Grandma, regia di Robert F. McGowan (1931)
- The Road to Reno, regia di Richard Wallace (1931)
- Mad Masquerade (1932)
- L'avventuriera di Montecarlo (The Woman from Monte Carlo), regia di Michael Curtiz (1932)
- The Menace, regia di Roy William Neill (1932)
- High Pressure, regia di Mervyn LeRoy (1932)
- Il segreto del dottore (Alias the Doctor), regia di Michael Curtiz e, non accreditato, Lloyd Bacon (1932)
- The Impatient Maiden, regia di James Whale (1932)
- Business and Pleasure, regia di David Butler (1932)
- Perfidia (Shopworn), regia di Nicholas Grinde (Nick Grinde) (1932)
- The Heart of New York, regia di Mervyn LeRoy (1932)
- I guai della celebrità (It's Tough to Be Famous), regia di Alfred E. Green (1932)
- Melodie della vita (Symphony of Six Million), regia di Gregory La Cava (1932)
- World and the Flesh, regia di John Cromwell (1932)
- When a Fellow Needs a Friend, regia di Harry A. Pollard (1932)
- Giuro di dire la verità (State's Attorney), regia di George Archainbaud (1932)
- The Famous Ferguson Case, regia di Lloyd Bacon (1932)
- The Woman in Room 13, regia di Henry King (1932)
- L'accusa (Attorney for the Defense), regia di Irving Cummings (1932)
- Make Me a Star, regia di William Beaudine (1932)
- Una famiglia 900 (A Successful Calamity), regia di John G. Adolfi (1932)
- Anime alla deriva (Bondage), regia di Alfred Santell (1933)
- Party Wire, regia di Erle C. Kenton (1935)
- Carnival, regia di Walter Lang (1935)
- La nave di Satana (Dante's Inferno), regia di Harry Lachman (1935)
- Hearts in Bondage, regia di Lew Ayres (1936)
- Till We Meet Again, regia di Robert Florey (1936)
- Maria Walewska (Conquest), regia di Clarence Brown e, non accreditato, Gustav Machatý (1937)

### Sceneggiatore
- A Soldier's Oath, regia di Oscar Apfel - scenario con Mary Murillo (1915)
- The Broken Law, regia di Oscar Apfel - storia e sceneggiatura (1915)
- Peer Gynt, regia di Oscar Apfel e Raoul Walsh (1915)
- Fighting Blood, regia di Oscar Apfel (1916)
- The End of the Trail, regia di Oscar Apfel (1916)